# Dissomphalus coronatus
Dissomphalus coronatus (лат.) — род ос-бетилид из подсемейства Pristocerinae (Chrysidoidea, Hymenoptera).

## Этимология
Видовой эпитет coronatus происходит из латыни и относится к базальной структуре дорсального части тела эдеагуса, напоминающей корону.

## Распространение
Неотропика: Коста-Рика, Панама, Венесуэла, Доминикана, Тринидад и Тобаго и Эквадор.

## Описание
Мелкие осы-бетилиды, длина около 3 мм. Окраска: голова и мезосома черные; наличник и метасома темно-коричневые; антенна светло-коричневая и постепенно темнеет в дистальной части; мандибулы, пальпы и ноги светло-коричневые; крылья субгиалиновые. Мандибула трехзубчатая. Клипеус трапециевидный. Тергальный отросток с парой круглых, крупных и глубоких боковых впадин с густым пучком сходящихся волосков, направленных назад. Гипопигий с задним краем со срединной выпуклостью. Гениталии: парамер широкий, дорсальный край прямой, а вентральный вогнут; эдеагальный вентральный рамус короче эдеагального дорсального тела, ламинарный; базальная половина узкая; эдеагальное дорсальное тело ламинарное, поверхность вертикальная, основание широкое сужающееся к вершине; вершина округлая с извилистым и зубчатым гребневидным выступом, направленным вентрально. Аподема не выходит за пределы генитального кольца.

## Таксономия
Вид был впервые описан в 2006 году, а его валидный статус подтверждён в ходе ревизии, проведённой в 2017 году бразильскими энтомологами Ш. Д. Брито и Селсо Оливейра Азеведу (Федеральный университет Эспириту-Санту, Departamento de Ciências Biológicas, Витория, Бразилия) по типовым материалам из Панамы. Включён в состав видовой группы Dissomphalus coronatus.